# James W. Bradbury

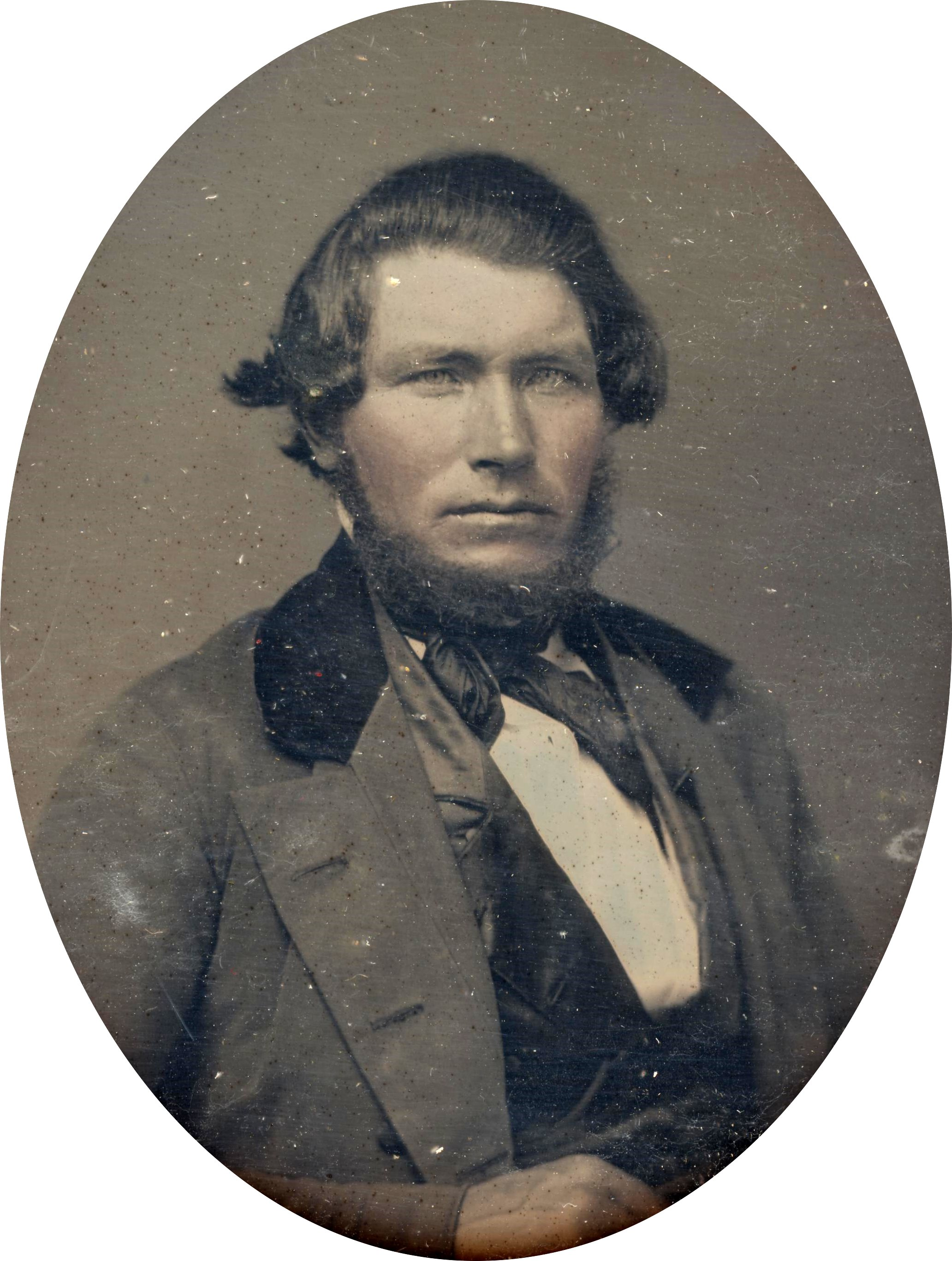
James Ware Bradbury

James Ware Bradbury, född 10 juni 1802 i Parsonsfield, Massachusetts (i nuvarande Maine), död 6 januari 1901 i Augusta, Maine, var en amerikansk demokratisk politiker. Han representerade delstaten Maine i USA:s senat 1847–1853.
Bradbury utexaminerades 1825 från Bowdoin College. Han studerade juridik och inledde 1830 sin karriär som advokat i Augusta, Maine. Han tjänstgjorde som åklagare 1834–1838.
Bradbury efterträdde 1847 George Evans som senator för Maine. Han ställde inte upp för omval efter en mandatperiod i senaten. Bradbury efterträddes 1853 av William P. Fessenden.
Bradbury var ordförande i Maine Historical Society 1867–1887. Han avled 98 år gammal i januari 1901 och gravsattes på Forest Grove Cemetery i Augusta.